# Ginatilan
Ginatilan ist eine philippinische Stadtgemeinde in der Provinz Cebu. Sie hat 15.919 Einwohner (Zensus 1. August 2015). Ginatilan ist eine Gemeinde der fünften Einkommensklasse und liegt im Südwesten der Insel Cebu.

## Geographie
Sie liegt ca. 135 km südwestlich von Cebu City und ist über die Küstenstraße via Toledo City erreichbar. Ihre Nachbargemeinden sind Malabuyoc im Norden, Samboan im Süden, Boljoon und Oslob im Osten. Im Westen liegt die Insel Negros von der Ginatilan durch die Tanon-Straße getrennt ist.
Die Topographie der Gemeinde ist ausgesprochen gebirgig und wird geprägt von tiefen Tälern und weiten Plateaus. Die höchste Erhebung erreicht 819 Meter über dem Meeresspiegel.

## Sehenswürdigkeiten
Die San Gregorio Magno Pfarrkirche wurde 1829 in einem barocken Architekturstil errichtet. Eines der ältesten Häuser der Gemeinde ist das Ahnenhaus der Familie Jomuad, das bereits im Jahre 1700 erbaut wurde. Das Ahnenhaus von Bürgermeister Don German Ferraren diente damals der spanischen Kolonialverwaltung als Verwaltungsgebäude. Der Turm Bantayan sa Hari diente in früheren Zeiten ankommende Schiffe zu identifizieren und somit auch vor den Moro-Piraten zu warnen. Das Old Municipal Building wurde im Jahre 1917 erbaut und diente bis ins Jahr 2000 als Rathaus. Das Holy Trinity College war eine der ersten Schulen der Gemeinde und wurde 1945 eröffnet. Die Puerta de la Marina war der alte Fischereihafen in der spanischen Periode. Der Millennium Park ist die Strandpromenade der Gemeinde, in ihm steht ein moderner Leuchtturm. Das Municipal Auditorium ist das architektonische Glanzstück der Gemeinde, es ist im Stil des Sydney Opera House erbaut worden.
Die Inambacan Wasserfälle liegen im Barangay Calabawan. Das Ginatilan Marine Sanctuary ist ein Meeresschutzgebiet, das zum Schutz der Korallenriffe und ihrer Bewohner eingerichtet wurde.

## Baranggays
Ginatilan ist politisch in 14 Baranggays unterteilt.
- Anao
- Cagsing
- Calabawan
- Cambagte
- Campisong
- Cañorong
- Guiwanon
- Looc
- Malatbo
- Mangaco
- Palanas
- Poblacion
- Salamanca
- San Roque